# Breagyps clarki
Breagyps clarki — викопний вид хижих птахів родини катартових (Cathartidae), що існував в пізньому плейстоцені в Південній Америці. Типовий зразок знайдено у бітумних ямах формації Ла Бреа в Каліфорнії (США). У цьому місцезнаходженні знайдено рештки інших хижих птахів: Gymnogyps amplus, Coragyps occidentalis, Neophrontops americanus, Teratornis merriami та Cathartornis gracilis. Крім того, фосилії Breagyps знайдено у Неваді (печера Сміт Крік), Нью-Мексико (печера Dry Cave) та Мексиці (Tequixquiac).